# Эллис, Артур Эдвард
А́ртур Э́двард Э́ллис (англ. Arthur Edward Ellis; 8 июля 1914, Галифакс, Уэст-Йоркшир — 23 мая 1999, Брайхаус, Йоркшир и Хамбер) — английский футбольный судья. Обслуживал матчи чемпионатов мира, Европы, Кубка европейских чемпионов и английской футбольной лиги.

## Карьера
Судил первые в истории финалы Кубка чемпионов и чемпионата Европы, а также финал Кубка Англии 1952 года. Работал главным арбитром на матчах чемпионатов мира 1950, 1954 и 1958 годов, в том числе на четвертьфинальной встрече ЧМ-1954, которая вошла в историю как «Битва в Берне». Судил также на Олимпийских играх 1952 года, в том числе и феерический матч СССР — Югославия.
Эллис судил первый в истории финал Кубка европейских чемпионов, в матче встречались мадридский «Реал» и французский «Реймс». Победу одержал «Реал» со счётом 4:3.
Летом 1953 года Эллис также путешествовал с английской туристической командой в Аргентине. Он был судьей, отвечавшим за игру в Буэнос-Айресе против Аргентины 17 мая, когда пошел такой сильный дождь, что через 23 минуты он увёл игроков с поля. Этот тур начался три дня назад с представительного матча на стадионе Ривер Плейт. Эллис был укушен комаром, и ему сказали, что он не может исполнять обязанности, но он отказался следовать медицинскому совету и был впоследствии назван «желтой крысой» некоторыми английскими игроками за его выступление.
После завершения карьеры работал судьёй в британском шоу «It's a Knockout». Скончался в возрасте 84 лет от рака простаты.